# 建設業法
建設業法（けんせつぎょうほう、昭和24年5月24日法律第100号）は、建設業を営む者の資質の向上、建設工事の請負契約の適正化等を図ることによって、建設工事の適正な施工を確保し、発注者および下請けの建設業者を保護するとともに、建設業の健全な発達を促進し、もって公共の福祉の増進に寄与することに関する日本の法律である。
国土交通省不動産・建設経済局建設業課が所管する。

## 構成
- 第1章 総則（第1条・第2条）
- 第2章 建設業の許可（第3条 - 第17条）
- 第3章 建設工事の請負契約（第18条 - 第24条の7）
- 第3章の2 建設工事の請負契約に関する紛争の処理（第25条～第25条の24）
- 第4章 施工技術の確保（第25条の25 - 第27条の22）
  - 第26条（主任技術者及び監理技術者の設置等）
- 第4章の2 建設業者の経営に関する事項の審査等（第27条の23 - 第27条の36）
  - 第27条の23 （経営事項審査）
- 第4章の3 建設業者団体（第27条の37 - 第27条の38）
- 第5章 監督（第28条 - 第32条）
- 第6章 中央建設業審議会等（第33条 - 第39条の3）
- 第7章 雑則（第39条の4 - 第44条の5）
- 第8章 罰則（第45条 - 第55条）
- 附則
- 別表
  - 別表第1
  - 別表第2（第26条の6関係）

## 資格
- 施工管理技士（1級、2級）